# Lijst van schepen van de United States Navy (R)
Deze lijst geeft een overzicht van schepen die ooit in dienst zijn geweest bij de United States Navy waarvan de naam begint met een R.

## R-Ra
- USS R-1 (SS-78)
- USS R-2 (SS-79)
- USS R-3 (SS-80)
- USS R-4 (SS-81)
- USS R-5 (SS-82)
- USS R-6 (SS-83)
- USS R-7 (SS-84)
- USS R-8 (SS-85)
- USS R-9 (SS-86)
- USS R-10 (SS-87)
- USS R-11 (SS-88)
- USS R-12 (SS-89)
- USS R-13 (SS-90)
- USS R-14 (SS-91)
- USS R-15 (SS-92)
- USS R-16 (SS-93)
- USS R-17 (SS-94)
- USS R-18 (SS-95)
- USS R-19 (SS-96)
- USS R-20 (SS-97)
- USS R-21 (SS-98)
- USS R-22 (SS-99)
- USS R-23 (SS-100)
- USS R-24 (SS-101)
- USS R-25 (SS-102)
- USS R-26 (SS-103)
- USS R-27 (SS-104)
- USS R. B. Forbes ()
- USS R. E. & A. H. Watson ()
- USS R. E. Lee ()
- USS R. R. Cuyler (1860)
- USS R. W. Wilmot ()
- USS Raazoo ()
- USS Rabaul (CVE-121)
- USS Raboco ()
- USS Raby (DE-698)
- USS Raccoon (, )
- USS Raccoon River ()
- USS Racehorse ()
- USS Racer (, )
- USS Rachel Seaman ()
- USS Racine (, LST-1191)
- USS Radcliffe ()
- USS Radford (DD-120, DD-446)
- USS Radiant ()
- USS Radnor ()
- USS Raeo ()
- USS Rail (, )
- USS Rainbow (AS-7)
- USS Rainier (, AOE-7)
- USS Rainy River ()
- USS Rajah ()
- USS Raleigh (1776, C-8, CL-7, LPD-1)
- USS Rall ()
- USS Ralph Talbot (DD-390)
- USS Ramage (DDG-61)
- USS Ramapo (AO-12)
- USS Rambler ()
- USS Ramona ()
- USS Rampart ()
- USS Ramsay (DD-124)
- USS Ramsden (DER-382)
- USS Ramsey (FFG-2)
- USS Randall (APA-224)
- USS Randolph (1776, CV-15)
- USS Randwijk ()
- USS Ranee ()
- USS Range Recoverer ()
- USS Range Sentinel (AGM-22)
- USS Range Tracker ()
- USS Ranger (1777, 1814, 1814, 1876, 1917, 1918, CC-4, CV-4, CVA-61)
- USS Rankin (LKA-103)
- USS Ransom ()
- USS Ransom B. Fuller ()
- USS Rapidan ()
- USS Rapido ()
- USS Rappahannock (, AO-204)
- USS Raritan (1843, WYT-93, LSM-540)
- USS Rasher (SS-269)
- USS Rathburne (DD-113, FF-1057)
- USS Raton (AGSS-270)
- USS Rattler ()
- USS Rattlesnake ()
- USS Ravager ()
- USS Raven (1813, AM-55, MHC-61)
- USS Raven III ()
- USS Rawlins ()
- USS Ray (SS-271, SSN-653)
- USS Ray K. Edwards (APD-96)
- USS Raymon W. Herndon (APD-121)
- USS Raymond (, DE-341)
- USS Raymond J. Anderton ()
- USS Razorback (SS-394)

## Re
- USS Reading (PF-66)
- USS Ready (, PG-87)
- USS Reaper (, , MSO-467)
- USS Reasoner (FF-1063)
- USS Rebecca Sims ()
- USS Rebel ()
- USS Reclaimer (ARS-42)
- USS Recovery (ARS-43)
- USS Recruit (, )
- USS Red Cloud (AKR-313)
- USS Red Oak Victory ()
- USS Red River (LFR-522)
- USS Red Rover ()
- USS Redbud ()
- USS Redfin ()
- USS Redfish (SS-395, SSN-680)
- USS Redhead (, )
- USS Redmil ()
- USS Rednour (APD-102)
- USS Redpoll (MSCO-57)
- USS Redstart ()
- USS Redstone (AGM-20)
- USS Redwing (, , )
- USS Redwood ()
- USS Reedbird (, )
- USS Reefer ()
- USS Reeves (APD-52, CG-24)
- USS Reform ()
- USS Refresh ()
- USS Refuge ()
- USS Regis II ()
- USS Register (, APD-92)
- USS Regulus (AF-57, AKR-292)
- USS Rehoboth (, )
- USS Reid (DD-21, DD-292, DD-369, FFG-30)
- USS Reign ()
- USS Reina Mercedes ()
- USS Reindeer (, , )
- USS Release (1855)
- USS Relentless (AGOS-18)
- USS Reliable ()
- USS Reliance (, )
- USS Relief (1836, 1896, YP-2, SP-2170, 1904, AH-1)
- USS Remey (DD-688)
- USS Remlick ()
- USS Remora (SS-487)
- USS Remus ()
- USS Renate (, )
- USS Rendova (CVE-114)
- USS Reno (DD-303, CL-96)
- USS Renshaw (1862, DD-176, DD-499)
- USS Rentz (FFG-46)
- USS Renville ()
- USS Report ()
- USS Repose (AH-16)
- USS Reposo II ()
- USS Reprisal (1776, CV-30, CV-35)
- USS Reproof ()
- USS Republic ()
- USS Republican River ()
- USS Repulse ()
- USS Requin (SS-481)
- USS Requisite ()
- USS Resaca ()
- USS Rescue (, , , )
- USS Rescuer ()
- USS Resistance ()
- USS Resolute (, , , , , )
- USS Restless (, , , )
- USS Restorer ()
- USS Retaliation (1778, 1798)
- USS Retort ()
- USS Retriever ()
- USS Reuben James (DD-245, DE-153, FFG-57)
- USS Revenge (1776, 1777, 1804, 1813, 1822, AM-110)
- USS Rexburg ()
- USS Reybold (, )
- USS Reyner and Son ()
- USS Reynolds (, )

## Rh-Ri
- USS Rhea (, )
- USS Rhebal ()
- USS Rhind (DD-404)
- USS Rhode Island (1861), BB-17, SSBN-740)
- USS Rhodes (DER-384)
- USS Rhododendron ()
- USS Rhodolite ()
- USS Rice County (LST-1089)
- USS Rich (DE-695), DD-820)
- USS Richard B. Anderson (DD-786)
- USS Richard B. Russell (SSN-687)
- USS Richard Bulkeley ()
- USS Richard Caswell ()
- USS Richard E. Byrd (DDG-23, T-AKE-4)
- USS Richard E. Kraus (DD-849)
- USS Richard G. Matthiesen (AOT-1124)
- USS Richard L. Page (FFG-5)
- USS Richard M. Rowell ()
- USS Richard P. Leary (DD-664)
- USS Richard Peck ()
- USS Richard Rush ()
- USS Richard S. Bull ()
- USS Richard S. Edwards (DD-950)
- USS Richard Vaux ()
- USS Richard W. Suesens (DE-342)
- USS Richey ()
- USS Richfield ()
- USS Richland (, )
- USS Richmond (1798, 1860, CL-9)
- USS Richmond K. Turner (CG-20)
- USS Ricketts (DE-254)
- USS Rickwood ()
- USS Riddle ()
- USS Ridgway ()
- USS Riette ()
- USS Rigel (, AF-58)
- USS Right ()
- USS Rijndam ()
- USS Rijnland ()
- USS Riley (DE-579)
- USS Rin Tin Tin ()
- USS Rincon (AOG-77)
- USS Rinehart ()
- USS Ringgold (DD-89, DD-500)
- USS Ringness (LPR-100)
- USS Rio Bravo ()
- USS Rio de la Plata ()
- USS Rio Grande ()
- USS Ripley ()
- USS Ripple (, )
- USS Risk ()
- USS Rival (, )
- USS Rivalen ()
- USS Rivera ()
- USS Riverhead ()
- USS Riverside (, )
- USS Rixey ()
- USS Rizal ()
- USS Rizzi (DE-537)

## Ro
- USS Road Runner ()
- USS Roamer (, )
- USS Roanoke (1814, 1855, 1917, PF-93, CL-114, CL-145, AOR-7)
- USS Roark (FF-1053)
- USS Robalo (SS-273)
- USS Robert A. Owens (DD-827)
- USS Robert Brazier ()
- USS Robert Center ()
- USS Robert D. Conrad (AGOR-3)
- USS Robert E. Lee (SSBN-601)
- USS Robert E. Peary (, FF-1073, T-AKE-5)
- USS Robert F. Keller (DE-419)
- USS Robert G. Bradley (FFG-49)
- USS Robert H. McCard (DD-822)
- USS Robert H. McCurdy ()
- USS Robert H. Smith (MMD-23)
- USS Robert I. Paine ()
- USS Robert K. Huntington (DD-781)
- USS Robert L. Barnes ()
- USS Robert L. Wilson (DD-847)
- USS Robert M. Thompson ()
- USS Robert Smith (DD-324)
- USS Roberts ()
- USS Robin (temporary name for HMS Victorious in 1943, AM-3, AMS-53, MHC-54)
- USS Robin Hood ()
- USS Robinson (DD-88, DD-562)
- USS Robison (DDG-12)
- USS Rochambeau ()
- USS Roche ()
- USS Rochester (CA-2, CA-124, )**
- USS Rock ()
- USS Rockaway ()
- USS Rockbridge ()
- USS Rockdale ()
- USS Rocket (, , )
- USS Rockford ()
- USS Rockingham (LPA-229)
- USS Rockport (, )
- USS Rockville ()
- USS Rockwall (LPA-230)
- USS Rocky Mount ()
- USS Rod ()
- USS Rodgers (1879, TB-4, DD-254)
- USS Rodman (DD-456)
- USS Rodney M. Davis (FFG-60)
- USS Rodolph ()
- USS Roe (DD-24, DD-418)
- USS Roebuck ()
- USS Roepat ()
- USS Rogday ()
- RV Roger Revelle (AGOR-24) (Operated by Scripps Institution of Oceanography)
- USS Rogers (DD-876)
- USS Rogers Blood (APD-115)
- USS Roi (CVE-103)
- USS Rolette ()
- USS Rolf (DE-362)
- USS Rolla ()
- USS Roller ()
- USS Rolling Wave ()
- USS Rollins ()
- USS Romain ()
- USS Roman ()
- USS Rombach ()
- USS Romeo ()
- USS Rommel (DDG-30)
- USS Romulus ()
- USS Ronaki ()
- USS Ronald Reagan (CVN-76)
- USS Roncador (AGSS-301)
- USS Rondo (, )
- USS Rondout ()
- USS Ronquil ()
- USS Rooks (DD-804)
- USS Roosevelt (1905, DDG-80)
- USS Roper (APD-20)
- USS Roque (AG-137)
- USS Rosa (SP-757)
- USS Rosal (YFB-681)
- USS Rosalie (1863)
- USS Rose (1863, 1916)
- USS Rose Knot (AGM-14)
- USS Rose Mary (SP-1216)
- USS Rosedale (SP-3079)
- USS Roselle (SP-350, MSF-379)
- USS Rosewood (YN-26)
- USS Ross (DD-563, DDG-71)
- USS Rotanin (AK-108)
- USS Rotary (YO-148)
- USS Roustabout (YO-53)
- USS Rowan (TB-8, DD-64, DD-405, DD-782)
- USS Rowe (DD-564)
- USS Roxane (AKA-37)
- USS Roy O. Hale (DER-336)
- USS Royal (AMc-102)
- USS Royal Palm (YN-69)
- USS Royal Savage (1775)
- USS Royone (IX-235)
- USS Royston (YFB-44)

## Ru-Ry
- USS Ruby (PY-21)
- USS Ruchamkin (APD-89)
- USS Rudderow (DE-224)
- USS Ruddy (AM-380)
- USS Rudolph Blumberg ()
- USS Rudyerd Bay (CVE-81)
- USS Ruff (AMc-59, AMS-54)
- USS Ruler ()
- USS Runels (APD-85)
- USS Runner (SS-275, SS-476)
- USS Rupertus (DD-851)
- USS Rush (SP-712, WSC-151)
- USS Rushmore (LSD-14, LSD-47)
- USS Rushville ()
- USS Russ ()
- USS Russell (DD-414, DDG-59)
- USS Russell County (LST-1090)
- USS Russell M. Cox ()
- USS Rutilicus (AK-113)
- USS Rutland (APA-192)
- USS Rutoma (SP-78)
- USS Ryer (AG-138)

A · B · C · D · E · F · G · H · I · J · K · L · M · N · O · P · Q · R · S · T · U · V · W · X · Y · Z